# Lijst van burgemeesters van Noorbeek
Dit is een lijst van burgemeesters van de voormalige Nederlandse gemeente Noorbeek tot die gemeente op 1 januari 1982 opging in de gemeente Margraten.
| Ambtsperiode | Naam burgemeester         | Partij of stroming | Bijzonderheden                                      |
| ------------ | ------------------------- | ------------------ | --------------------------------------------------- |
| 18?? - 1846  | J.F. Aussens              |                    | tevens (enige tijd?) burgemeester van Slenaken      |
| 1846 - 1861  | J. Henssen                |                    |                                                     |
| 1861 - 1882  | Th. Wetzels               |                    |                                                     |
| 1882 - 1888  | G. Teney                  |                    |                                                     |
| 1888 - 1906  | J.W.H. Vossen             |                    |                                                     |
| 1906 - 1919  | H.H. Henssen              |                    |                                                     |
| 1919 - 1921  | D.H.J. Kallen             |                    |                                                     |
| 1921 - 1929  | J.P.J.H.M. Brouwers       |                    | later burgemeester van Eijsden (NSB; 1943-1945)     |
| 1929 - 1934  | P.J.H. Adams              |                    | later burgemeester van Schinveld                    |
| 1935 - 1952  | J.M.A. Nahon              |                    |                                                     |
| 1952 - 1960  | Jef (J.L.A.) Wolfs        |                    | later burgemeester van Klimmen                      |
| 1960 - 1969  | Frans (F.J.A.) van de Loo | KVP                | later Burgemeester van Berg en Terblijt en Bemelen. |
| 1969 - 1982  | Léon (F.L.H.) Bogman      |                    | tevens burgemeester van Slenaken (1962-1982)        |